# نوربرت نوفيني
نوربرت نوفيني (بالمجرية: Növényi Norbert)‏ (مواليد 15 مايو 1957) هو ملاكم مجري، مثّل بلاده في الألعاب الأولمبية الصيفية في دورتي 1980 و1992.

## روابط خارجية
- نوربرت نوفيني على موقع IMDb (الإنجليزية)
- نوربرت نوفيني على موقع قاعدة بيانات الفيلم (الإنجليزية)

نوربرت نوفيني على موقع شيردوغ (الإنجليزية)
- نوربرت نوفيني على موقع قاعدة بيانات المصارعة الدولية (الإنجليزية)
- نوربرت نوفيني على موقع أوليمبيديا (الإنجليزية)